# María Mulet
María Mulet (Albalat de la Ribera, Valencia, 1911 - Cullera, 1982) fue una escritora española.
María Mulet ejerció la profesión de maestra en su municipio natal de  Albalat de la Ribera, como también lo hizo en Bañeres y en Cullera. Editó libros de poesía y de narrativa, tanto en valenciano como en castellano, con un estilo muy cercano al habla popular. Su nombre, junto con el de otras narradoras como María Beneyto o Beatriu Civera, se ha incluido a menudo en la llamada "generación valenciana de los 50", referida a los autores que nacieron alrededor de los años veinte y treinta. Colaboró en la prensa valenciana y fue una de las primeras mujeres que editó literatura infantil en valenciano.
Además, María Mulet fue una de las pocas escritoras que, ya durante los últimos años del franquismo, introdujo la literatura infantil y juvenil en valenciano en las escuelas de la Comunidad Valenciana.
Publicó su primer libro de poesía en Valencia el 1948, "Arpa suave" y entre 1947 y 1949 publicó tres poemas suyos, en castellano, en el Almanaque de Las Provincias.
En 1950 publica un segundo poemario, "Contactos", y un libro de lecturas infantiles, "Donde Haya solo. Prosas infantiles". En 1956 publica, "Pedro, diario de un niño" y, un año después, "Gloria a Dios. Poemas de Navidad". Todos ellos en castellano.
Entonces, durante el curso 1965-1966, Maria Mulet entra en contacto con Lo Rat Penat, implicándose con las actividades vinculadas con los niños, de esta manera participa en el concurso de Lectura y Escritura infantiles cosa que establecerá un precedente en esta institución.
Es a partir de ahora que la escritora continuará escribiendo y traduciendo sus obras al valenciano, aunque no abandona sus publicaciones en castellano (en 1969 publica en este idioma la novela “Amor, la misma palabra”). Esta experiencia también resultó enriquecedora para la escritora, lo que ella misma afirma en una entrevista que le hizo María Ángeles Arazo en 1973: «desde entonces estudio todos los días valenciano; es más, estoy reuniendo el viejo vocabulario de mis abuelos y mis padres, que no lo tenía olvidado, pero sí adormecido».
Poco a poco se implicó más en Lo Rat Penat, y en 1970 participó en varios actos, como cuando hizo de mantenedora en el acto de clausura de los Cursos de Lengua en que se celebraba el XVI Concurso de lectura y el VII de Escritura en valenciano. En 1971 publica en Lo Rat Penat, lo que era su primer libro de poemas en valenciano: “Veus de xiquets (poemes infantils)”, al que Aurora Díaz-Plaja le dedicó una reseña en la revista Serra d’Or, como volverá a hacer en el año siguiente al publicar su segundo poemario en valenciano “Nadal al cor”.
El 1978 comienza el distanciamiento con la asociación Lo Rat Penat, tras la traducción de "Pedro, diario de un niño", bajo el título "Pere. Diari d’un xiquet", edición con citas de Ausiàs March, Xavier Casp y Carles Salvador, homenaje a sus predecesores y modelos literarios.
Como reconocimiento a su labor cultural, el Ayuntamiento de Albalat de la Ribera le puso su nombre a una calle del pueblo.